# Capo Gallo
Koordinaten: 38° 13′ N, 13° 19′ O

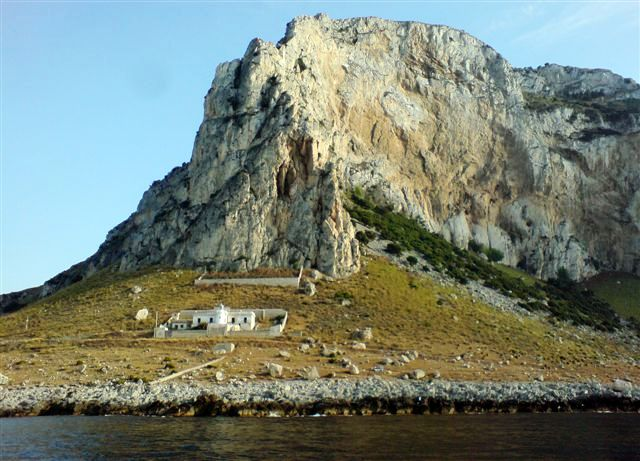
Capo Gallo mit Leuchtturm

Capo Gallo ist ein Kap an der Nordküste Siziliens im Nordwesten Palermos. Das Kap ist ein Ausläufer des Monte Gallo, der zwischen Palermos Stadtteilen Mondello und Sferracavallo liegt.
Das Capo Gallo ist das westliche Ende des Golfs von Palermo, dessen östliches Ende das Capo Zafferano bildet.
An dem Kap steht ein Leuchtturm. Das Kap steht mit seiner Umgebung als Riserva naturale orientata Capo Gallo unter Naturschutz, das umgebende Meer gehört zu der Area marina protetta Capo Gallo - Isola delle Femmine.